# Novo Nordisk Foundation Center for Protein Research
El Novo Nordisk Foundation Center for Protein Research (o CPR, o Centre de Recerca de Proteïnes de la Fundació Novo Nordisk, en català) va ser creat a la Facultat de Salut i Ciències Mèdiques de la Universitat de Copenhaguen per promoure la recerca bàsica i aplicada en proteïnes, amb un especial interès en l'àmbit de la biomedicina. La creació del centre es va anunciar l'abril de 2007 i va ser possible per una donació de 600 milions de DKK (~120 milions d'euros) de la Fundació Novo Nordisk i per contribucions significatives de la Universitat de Copenhaguen.
El centre comprèn una àmplia gamma de laboratoris de recerca experts en àrees com la biologia de sistemes, la proteòmica, els sistemes de producció i caracterització de proteïnes d'alt rendiment, la bioquímica, i la biomedicina.
El centre està organitzat en quatre programes de recerca:
- Programa de Biologia de Sistemes de Malalties dirigit pel director d'investigació Søren Brunak.
- Programa de senyalització de proteïnes dirigit pel director executiu Jiri Lukas.
- Programa d'estructura i estructura de proteïnes dirigit pel director de recerca Guillermo Montoya.
- Programa de Proteòmica dirigit pel director de recerca Matthias Mann.